# Маясова, Наталия Андреевна
Наталия Андреевна Маясова (1 мая 1919 года, деревня Плотихино — 9 июля 2005 года, Москва) — российский искусствовед, известный специалист в области древнерусского лицевого шитья, создатель научной школы, автор многочисленных научных трудов, Заслуженный деятель искусств Российской Федерации (1995), почетный член ИКОМ, старейший музейный деятель России, президентский пенсионер.

## Биография
Родилась 1 мая 1919 года в бывшем имении родителей деревне Плотихино Константиновской волости Александровского уезда Владимирской губернии. В 1925 году семья переехала в город Загорск (ныне Сергиев Посад).
Мать, школьная учительница Катерина Ивановна Маясова, одна растила и воспитывала детей; отец, Андрей Николаевич Маясов, бывший офицер Русской армии, был репрессирован и умер в ГУЛАГе, в лагере на реке Зея в Сибири. 
Наталия Андреевна поступила на археологический факультет Института философии, литературы и истории имени Н.Г.Чернышевского (ИФЛИ). Начавшаяся в 1941 году война прервала обучение, и в 1943 году Маясова закончила исторический факультет МГУ, в структуру которого вошёл ИФЛИ.

## Загорский музей
В марте 1945 года начала работать в Загорском музее, находившемся в то время на территории Троице-Сергиевой лавры. Среди её наставников были видные учёные и сотрудники музея: Н. А. Дёмина, В. Н. Лазарев, М. В. Алпатов, М. А. Ильин, Н. Н. Воронин. В 1948 году Маясова поступила в аспирантуру Государственного Исторического музея на кафедру истории материальной культуры, взяв тему  "История древнерусского лицевого шитья". Первая научная работа опубликована в 1953 году. В 1952 году Маясова стала заместителем директора по научной работе Загорского музея. Умело организовав исследовательскую, экспедиционную и выставочную деятельность, она превратила музей, бывший рядовым областным учреждением, в научный центр по исследованию лицевого шитья, быстро выдвинувшийся в ряды знаменитых музеев мира. При активном участии Маясовой возобновилась издательская деятельность, стали постоянно выходить "Сообщения" музея. Она привлекала на работу молодых перспективных сотрудников, постоянно ездила в командировки и экспедиции, выискивая произведения древнерусского искусства, которым грозило уничтожение в ходе широкой кампании по закрытию церквей, проводившейся в 1960-е годы при Н. С. Хрущёве. В 1950-е была избрана депутатом городского совета. В Загорске она вышла замуж за И. В. Трофимова, блистательного молодого архитектора, под руководством и при непосредственном участии которого была реставрирована Троице-Сергиева лавра. В 1951-1953 гг. Наталия Андреевна принимала участие в составлении и редактировании книги И.В.Трофимова о реставрации Троице-Сергиевой Лавры; позже редактировала каталог персональной выставки художника В. П. Трофимова, принимавшего видное участие в реконструкции архитектурных памятников лавры.

## Музеи Московского Кремля
С 1962 года работала в Музеях Московского Кремля, была хранителем Благовещенского собора. 
Возглавляла комиссию по научной каталогизации музея. В 1971 году защитила кандидатскую диссертацию «Древнерусское лицевое шитьё XVI века». 
С 1972 по 1979 годы была заместителем директора по научной работе, продолжая заниматься изучением древнерусского лицевого шитья. При этом Н. А. Маясова досконально изучила архитектуру многих соборов Кремля, коллекции и историю произведений; так, в фундаментальном труде о Благовещенском соборе, вышедшем к 500-летию этого памятника, она написала большой раздел о золотых вратах, рукописных книгах, ювелирном искусстве и другом.
В Музеях Кремля Н. А. Маясова вела большую организационную работу: возглавила комиссию по научной каталогизации коллекций, занялась издательской деятельностью, архитектурной реставрацией, участвовала в написании плана новой экспозиции Оружейной палаты. Некогда закрытый музей-хранилище превратился в крупный научный центр, начали проводиться выставки в России и за рубежом, стали проходить симпозиумы, сессии, конференции. Музей «Московский Кремль» был включён в систему особо ценных памятников мировой культуры ЮНЕСКО, и в этом есть вклад Н. А. Маясовой. 
С 1979 года Н. А. Маясова работала в научно-издательском отделе музея, была бессменным редактором сборника «Материалы и исследования», участвовала в составлении других сборников, посвященных древнерусскому искусству. Наталия Андреевна воспитала много учеников — исследователей древнерусского искусства в различных областях: Т. Н. Манушину, Н. А. Хлебникову, Л. А. Лихачеву, В. Н. Соломину, О. М. Власову, Г. О. Иванову, реставраторов шитья нового поколения.
Умерла 9 июля 2005 года. Похоронена на Благовещенском кладбище в городе Сергиев Посад.

## Награды
- Медаль «За доблестный труд»
- Медаль «Ветеран труда».
- Заслуженный деятель искусств Российской Федерации (25 апреля 1995 года) — за заслуги в области искусства[2].

### Основные сочинения
- Двойной покров XVI века. -  Сообщения Загорского государственного историко-художественного музея-заповедника. Загорск, 1958. Вып.2. С. 25-30.
- Два произведения художественного шитья XVII века. - Сообщения Загорского государственного историко-художественного музея-заповедника. Загорск, 1958. Вып.2. С. 39-42.
- Мастерская художественного шитья князей Старицких. -  Сообщения Загорского историко-художественного музея-заповедника. Загорск, 1960. Вып. 3. С. 41-64.
- О датировке древней копии "Троицы" Андрея Рублёва из иконостаса Троицкого собора. - Сообщения Загорского историко-художественного музея-заповедника. Загорск, 1960. Вып.3. С. 170-174.
- Литературный образ Ксении Годуновой и приписываемые ей произведения шитья. -  ТОДРЛ. 1966. Т.22. С. 294-310.
- Художественное шитьё. - Троице-Сергиева Лавра. Художественные памятники. М., 1968. С. 112-139.
- Лицевое шитьё - его особенности и методика изучения. -  Состояние и задачи изучения древнерусского искусства: Тезисы научной конференции (12 нояб.1968 г.) М., 1968. С. 15-17.
- Памятник московского золотого шитья XV века. -  Древнерусское искусство. Художественная культура Москвы и прилежащих к ней княжеств. XIV-XVI вв. М., 1970. С. 488-493.
- Древнерусское шитьё. М., 1971.
- Древнерусское лицевое шитьё XVI века. Автореф. дисс. канд. искусствоведения. М., 1971.
- Древнерусское лицевое шитьё XVI века. Дисс. канд. искусствоведения. М., 1971.
- Методика исследования памятников древнерусского лицевого шитья. -  Материалы и исслед. Гос. музеи Моск. Кремля. М., 1973. 1. С. 111-131.
- Три шитых покрова XVI века в собрании Музеев Кремля. -  Материалы и исслед.  Гос. музеи Моск. Кремля. М., 1973. 1. С. 132-147.
- Кремлёвские "светлицы" при Ирине Годуновой. - Материалы и исслед. Гос. музеи Моск. Кремля. М., 1976. 2. С. 39-61.
- Древнерусская живопись иглой. М., 1979.
- Памятник шитья московской великокняжеской светлицы XV века. -  Искусство Москвы периода формирования Русского централизованного государства. Материалы и исслед. Гос. Музеи Моск. Кремля. М., 1980. 3. С.56-75.
- Два произведения лицевого шитья боярских мастерских XVI века. -  ПКНО. 1981. Л., 1983. С. 352-361.
- "Светлица" в доме боярина Дмитрия Ивановича Годунова. -  Произведения русского и зарубежного искусства XVI - начала XVIII века. М., 1984. С. 32-56. Материалы и исслед. Гос. музеи Моск. Кремля. 4.
- Памятники средневекового лицевого шитья из собрания Успенского собора. -  Успенский собор Московского Кремля: Материалы и исслед. М., 1985. С. 189-214.
- Об одном редком изображении в шитье XV века. -  ПКНО. 1984. Л., 1986. С. 409-419.
- Светлица новгородской боярыни в Москве. -  ПКНО. М., 1985.
- Памятник шитья с именем Геннадия. -  Новые атрибуции. М., 1987. С. 29-36. Материалы и исслед. Гос. музеи Моск. Кремля; 5
- Древнерусское лицевое шитьё из собрания Кирилло-Белозерского монастыря. -  Древнерусское искусство. Художественные памятники русского Севера. М., 1989. С. 203-224.
- Русское художественное шитьё XIV - начала XVIII века: Каталог выставки / Авт. вступ. ст. и сост. Н. А. Маясова и И. И. Вишневская. М., 1989. С. 9-80.
- В соавторстве с: И. Я. Качалова, Л. А. Щенникова. Благовещенский собор Московского Кремля. К 500-летию уникального памятника русской культуры. М., 1990. С.81-97.
- Две шитые хоругви XVI в. из Соловецкого монастыря. -  ПКНО. 1989. Л., 1990. С.312-322.
- К вопросу о южно-славянских связях в русском лицевом шитье XV-XVI веков. -  Проблемы русской средневековой культуры. М., 1990. С. 87-100. (Материалы и исслед. Гос. музеи Моск. Кремля; 7).
- Памятники греческого лицевого шитья в собрании Государственных музеев Московского Кремля. -  Резюме сообщения XVIII Международного конгресса византинистов (Москва, 8-15 августа 1991 г.). М., 1991, 2. С. 702-703.
- Произведения средневекового молдо-влахийского шитья в собрании Государственного историко-культурного музея-заповедника "Московский Кремль". -  Древнерусское искусство. Балканы. Русь. СПб., 1995. С.257-276.
- К истории изучения древнерусского лицевого шитья. -  Древнерусское художественное шитьё. М., 1995. С.5-13 (Материалы и исслед.  Гос. историко-культ. музей-заповедник "Московский Кремль"; 10).
- Древнейший покров митрополита Ионы. -  Древнерусское художественное шитьё. М., 1995. С.26-38 (Материалы и исслед. Гос. историко-культ. музей-заповедник "Московский Кремль"; 10).
- Вновь обретённый шедевр. -  Древнерусское художественное шитьё. М., 1995. С. 39-52 (Материалы и исслед.  Гос. историко-культ. музей-заповедник "Московский Кремль"; 10).
- Одна из последних древнерусских светлиц. -  ПКНО. 1994. М., 1996. С. 388-398.
- Шитое изображение князя Михаила Черниговского. -  ПКНО. 1991. М., 1997. С. 286-295.
- Образ преподобного Сергия Радонежского в древнерусском шитье (к вопросу об иконографии). -  Древнерусское искусство. Сергий Радонежский и художественная культура Руси XIV-XV веков. М., 1997.
- Древнерусское лицевое шитьё. Каталог. - М., "Красная площадь", 2004. 496 с.